# Normanville (Australie-Méridionale)
Pour les articles homonymes, voir Normanville.

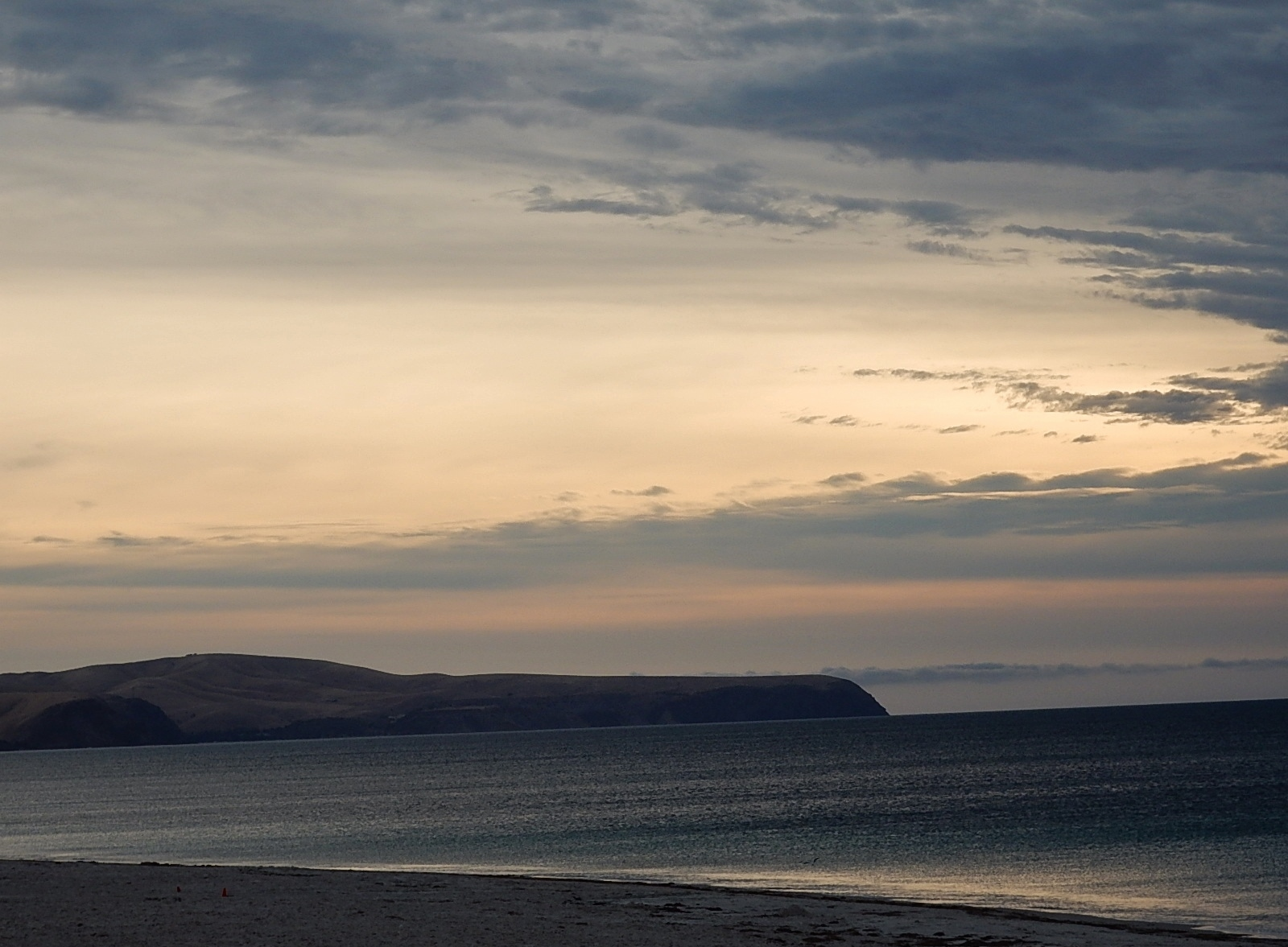

Normanville est une ville d'Australie-Méridionale.